# Ksenia Dudkina
Ksenia Dudkina (ryska: Ксения Павловна Дудкина), född den 25 februari 1995 i Omsk, Ryssland, är en rysk gymnast.
Hon tog var med och tog OS-guld i trupp i rytmisk gymnastik i samband med de olympiska gymnastiktävlingarna 2012 i London.